# Valiente amor
Valiente amor es una telenovela peruana de género trágico producida por Michelle Alexander para América Televisión en 2016. Basada en la novela peruana Aves sin nido de Clorinda Matto de Turner.
Está protagonizada por Stephanie Orúe y Nicolás Galindo. A su vez, está antagonizada por Sofía Rocha, Miguel Ángel Álvarez, Andrea Luna y Nikko Ponce. 
Cuenta además con las actuaciones estelares de Rodrigo Sánchez Patiño, Jimena Lindo, Fernando Luque, Tula Rodríguez, Luis José Ocampo, Francesca Zignago, Emilram Cossio, Carlos Casella, Katy Jara, André Silva, Renato Bonifaz y la primera actriz Elva Alcandré
Esta telenovela marcó la última participación de Hertha Cárdenas, ya que falleció días antes del estreno de la telenovela. El primer capítulo está dedicado a ella. Además, marca la última participación en televisión de Sofía Rocha, ya que se dedicaría después al teatro y posteriormente fallecer en el 2019.
Desde 2018 se retransmitió en América Next debido a la alianza comercial que tiene con Grupo ATV y Grupo Plural TV.
La serie llegó a Latinoamérica a través por el Streaming por Pluto TV en mediados de 2021 y para 2022 llegará por ViX.

## Temporadas
| Temporada | Temporada | Episodios | Episodios | Emisión original    | Emisión original    |
| Temporada | Temporada | Episodios | Episodios | Primera emisión     | Última emisión      |
| --------- | --------- | --------- | --------- | ------------------- | ------------------- |
|           | 1         | 80        | 80        | 28 de marzo de 2016 | 18 de julio de 2016 |

## Historia
La historia gira en torno a la vida de Rita (Stephanie Orúe) y Gerardo (Rodrigo Sánchez Patiño), una pareja que se enamora en los bellos paisajes de Cuzco, pero que verá su amor truncado cuando una repentina noticia rompa con las ilusiones de ambos, ya que Gerardo tiene una familia (su esposa Lorena y su hijo recién nacido Alejandro).
El tiempo pasará y Rita tendrá una hija de Gerardo, a quien nombrará Valentina, pero nunca le dirá a él sobre su existencia. Más tarde una tragedia acabará con la felicidad de Rita y su familia.
Años más tarde, Valentina (también interpretada por Stephanie Orúe) conocerá a Alejandro (Nicolás Galindo), un apuesto joven limeño que quedará cautivado de ella, dándose inicio a una serie de situaciones en las que poco a poco irán descubriendo verdades que podrían lastimarlos.

## Elenco
- Stephanie Orué como Valentina Malca / Valentina Villar Malca / Rita Malca.
- Nicolás Galindo como Alejandro Villar Belmont.
- Sofía Rocha como  Inés María Fernández Alburqueque.
- Rodrigo Sánchez Patiño como Gerardo Villar López.
- Jimena Lindo como Lorena Belmont Fernández de Villar.
- André Silva como Juan Pedro León Gálvez.
- Fernando Luque como Claudio Villar Belmont.
- Andrea Luna como Macarena Oviedo Mendizábal de León.
- Nikko Ponce como Juan Pablo León Gálvez "El Lobo".
- Tula Rodríguez como Carmela Vargas.
- Silvana Cañote como Karina Olivera Soto.
- Katy Jara como Thalía.
- Francesca Zignago como Estefanía "Fanny" Zegarra Vargas.
- Patricia de la Fuente como Maruja Gálvez de León.
- Emilram Cossio como Rodolfo León.
- Laly Goyzueta como Roxana Soto de Olivera.
- Miguel Ángel Álvarez como Armando Olivera Barrientos.
- Sandra Bernasconi como Sor Paulina.
- Gabriela Velásquez como Sor Jovita.
- Wendy Sulca como Lourdes.
- Luis José Ocampo como Juan José "Juanjo" León Gálvez.
- Javier Dulzaides como David.
- Carlos Casella como Rafael.
- Renato Bonifaz como Comandante Gerson Jiménez Falla.
- Elva Alcandré como Raquel.
- Denisse Dibós como Diana Mendizábal Almeida.
- Carmela Tamayo como Esperanza.
- Sylvia Majo como Fiscal Adela Cubas.
- Flor Castillo como Hilaria Palma.
- Alfredo Lévano como Hércules Chocano.
- Ricardo Cabrera como Emilio.
- Hertha Cárdenas  como Rosario.
- Coco Limo como Erasmo.
- Martín Abrisqueta  como Fiscal Jorge Luis Mendoza Pérez.
- Braulio Chappell como Esteban.
- Luigi Monteghirfo como "El Gringo".
- Juan Maldonado como Eusebio Malca.
- José Fernández como Salomón Pinto Zegarra.
- Mya Nole como Meylin.
- Mateo Orellana como Jesús Olivera Soto.
- Zulleyka Ramírez como Valentina Malca (niña).

- Datos: Q23739593